# Marco Guazzone

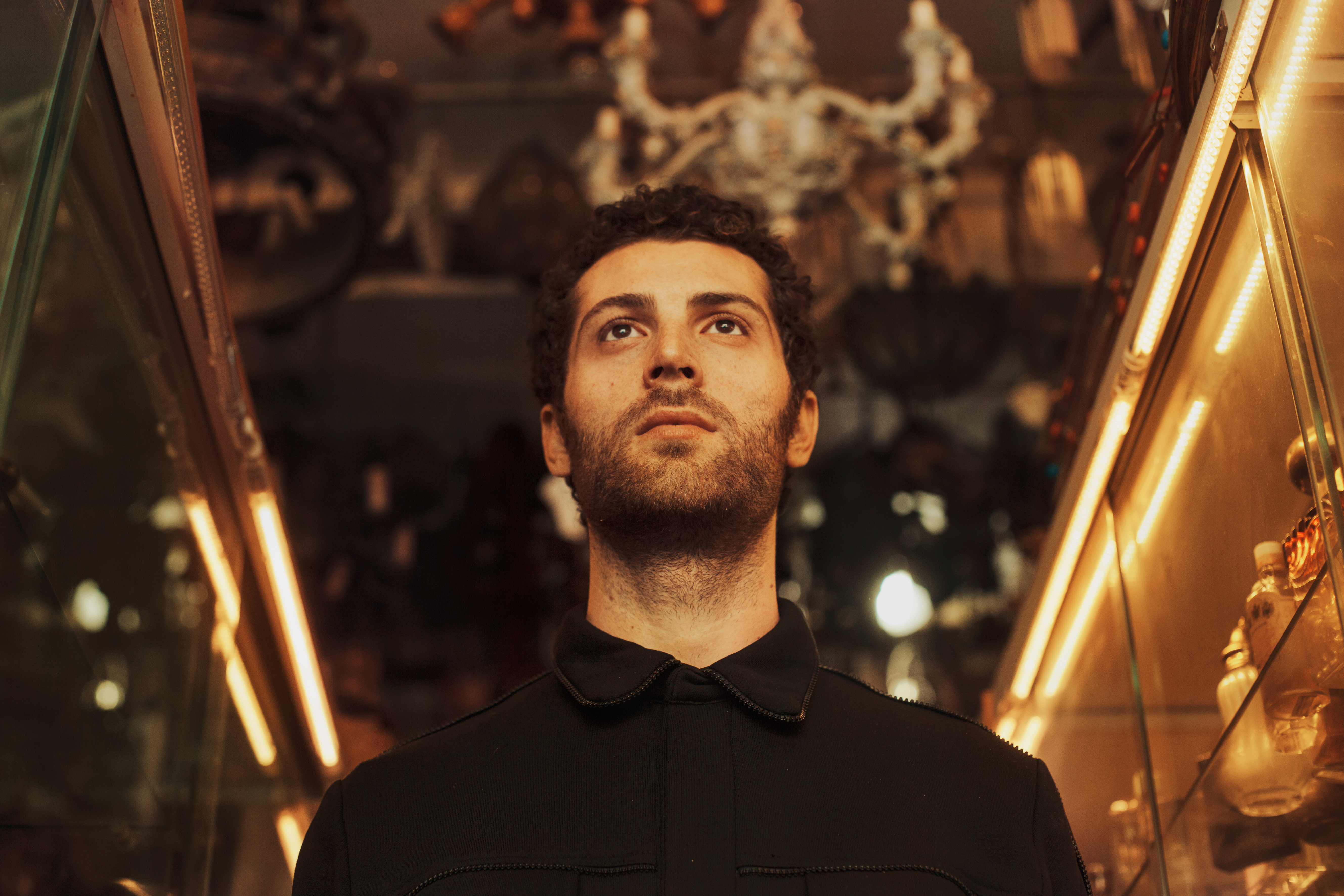
Marco Guazzone 2018

Marco Guazzone (* 31. Mai 1988 in Rom) ist ein italienischer Popmusiker.

## Werdegang
Guazzone studierte Klavier und Komposition an der Accademia Nazionale di Santa Cecilia und belegte Kurse zur Filmmusik am Centro Sperimentale di Cinematografia. Zusammen mit seiner Band Stag ging er einer intensiven Livetätigkeit nach, die ihn auch ins Ausland führte. 2011 konnten sie im Vorprogramm von Suzanne Vega und von Moby in Rom auftreten. Mit dem Lied Guasto qualifizierte Guazzone sich für die Newcomer-Kategorie des Sanremo-Festivals 2012, wo er schließlich den vierten Platz belegte. Im selben Jahr veröffentlichte er mit seiner Band das Album L’atlante dei pensieri.
Neben den Aktivitäten mit seiner Band war Guazzone viel für Film- und Fernsehproduktionen tätig sowie gelegentlich als Songwriter für Musikerkollegen, darunter Andrea Bocelli. 2017 veröffentlichte er das zweite Album mit Stag, Verso le meraviglie, 2020 meldete er sich mit der Single Con il senno di poi als Solist zurück.

## Diskografie
Singles
- Guasto (2012)
- Con il senno di poi (2020)
- Azzurro (2020)
- Ti vedo attraverso (2021)
- Magnifica (2021)
- Al posto mio (2022)
- Rami (2022)

## Belege
1. ↑  Marco Guazzone: intervista ad uno degli autori di Andrea Bocelli. In: Inside Music. 6. November 2018, abgerufen am 22. Oktober 2022 (italienisch).
2. ↑  About Us. STAG, abgerufen am 22. Oktober 2022 (italienisch).
3. ↑  Alessandro Genovese: Marco Guazzone ritorno da solista “Con il senno di poi” prodotta da Elisa (testo e audio). In: All Music Italia. 29. Oktober 2020, abgerufen am 22. Oktober 2022 (italienisch).
4. ↑  Archivio Classifiche Singoli. FIMI, abgerufen am 22. Oktober 2022 (italienisch).

| Personendaten    | Personendaten            |
| ---------------- | ------------------------ |
| NAME             | Guazzone, Marco          |
| KURZBESCHREIBUNG | italienischer Popmusiker |
| GEBURTSDATUM     | 31. Mai 1988             |
| GEBURTSORT       | Rom                      |